# Mads Kruse Andersen
Mads Christian Kruse Andersen (Nørre Alslev 25 maart 1978) is een voormalig Deens roeier. Andersen maakte zijn debuut tijdens de Wereldkampioenschappen roeien 2001 in de lichte dubbel-vier met een vijfde plaats. Andersen werd in 2003 en 2004 tweemaal wereldkampioen in de niet Olympische lichte-twee-zonder-stuurman.
Tijdens de Wereldkampioenschappen roeien 2007 nam Andersen voor het eerst deel in een Olympische nummer op de wereldkampioenschappen, in de lichte-vier-zonder-stuurman werd hij zesde. Een jaar later maakte Andersen zijn Olympische debuut tijdens de Olympische Zomerspelen 2008 met een gouden medaille in de lichte-vier-zonder-stuurman.

## Resultaten
- Wereldkampioenschappen roeien 2001 in Luzern 5e in de lichte-dubbel-vier
- Wereldkampioenschappen roeien 2002 in Sevilla 4e in de lichte-acht
- Wereldkampioenschappen roeien 2003 in Milaan  in de lichte-twee-zonder-stuurman
- Wereldkampioenschappen roeien 2004 in Banyoles  in de lichte-twee-zonder-stuurman
- Wereldkampioenschappen roeien 2006 in Eton 4e in de lichte-acht
- Wereldkampioenschappen roeien 2007 in München 6e in de lichte-vier-zonder-stuurman
- Olympische Zomerspelen 2008 in Peking  in de lichte-vier-zonder-stuurman

1996: Victor Feddersen & Niels Henriksen & Thomas Poulsen & Eskild Ebbesen ·
2000: Laurent Porchier & Jean-Christophe Bette & Yves Hocdé & Xavier Dorfman ·
2004: Thor Kristensen & Thomas Ebert & Stephan Mølvig  & Eskild Ebbesen ·
2008: Mads Kruse Andersen & Eskild Ebbesen & Thomas Ebert & Morten Jørgensen·
2012: James Thompson & Matthew Brittain & John Smith & Sizwe Ndlovu ·
2016: Mario Gyr & Simon Niepmann & Simon Schürch & Lucas Tramèr